# Louis Médard
Pour les articles homonymes, voir Médard.
Jean-Louis Médard, dit Louis Médard, est un commerçant et bibliophile français, né le 2 juillet 1768 à Lunel et mort le 26 juillet 1841 à Montpellier.

## Biographie

### Enfance et adolescence
Né dans une famille protestante de la bourgeoisie commerçante, il effectue ses études au collège royal de Nîmes. Sa formation, qui doit le préparer à embrasser la carrière commerciale aux côtés d'un de ses frères aînés, est appuyée par son père, Jean Médard. Celui-ci lui prescrit en sus une lecture active d'ouvrages particuliers. Médard reste marqué par l'Histoire philosophique et politique des établissements et du commerce des Européens de l'abbé Raynal.

### Activités professionnelles
La mort de Jean Médard et la banqueroute familiale empêchent Louis de rejoindre le négoce : à défaut, il est apprenti canut à Lyon. Au terme de cette période de deux ans, Louis a vingt ans. N'obtenant pas la place convoitée, il retourne à Montpellier, s'associe à Jean Parlier en 1801 (société Médard et Parlier) et parvient à prospérer dans le commerce en gros des indiennes.
En 1807, il épouse Jeanne-Jacqueline-Sara Fillietaz, fille du négociant anversois Gabriel Fillietaz. Sa sœur, Élisabeth épousa Scipion Mourgue. Il s'agit d'une famille représentante de la grande bourgeoisie suisse commerçant en Europe. Le couple reste sans postérité.

### Héritage
Il cesse ses activités en 1821 et se consacre pleinement à sa passion des livres.
À son décès en 1841, il lègue à la ville de Lunel sa bibliothèque à la condition qu'elle fût mise à disposition du public.
Il est enterré au cimetière protestant de Montpellier.

## Le bibliophile humaniste
- Le don de cette collection prestigieuse aux Lunellois s'explique de diverses manières :

1. Une enfance marquée par les livres
2. Les convictions protestantes de L. Médard
3. Le siècle des Lumières, qui reconnaît l'utilité de la lecture pour la formation des esprits[2].

- Les garde-fous

Selon le mécène, tous les livres ne peuvent être mis entre toutes les mains. Il prend donc soin de rédiger deux catalogues domestiques de ses ouvrages à destination du maire de Lunel : le Grand catalogue et le Petit Catalogue : ce dernier recense les ouvrages licencieux et polémiques pour une communication plus confidentielle.

## Le fonds Médard
- La collection

Le fonds est constitué de 4871 volumes dont 42 manuscrits (parmi lesquels 15 datent du Moyen Âge). 
Elle compte également deux incunables. 
Les imprimés se répartissent quant à eux comme suit : 2,5 % datent du XVIe siècle, 7,5 % du XVIe siècle, 32,5 % du XVIIIe siècle. 
L'ensemble couvre des domaines divers : environ moitié ressort des belles-lettres, un tiers de l'histoire, un dixième les sciences et arts, le reste étant consacré à la théologie ou à la jurisprudence.
Parmi les différents centres d'intérêt de L. Médard, les auteurs de l'Antiquité, l'histoire du protestantisme et les controverses religieuses ou encore la période révolutionnaire occupent une part importante.
- La contribution de L. Médard à la valeur ajoutée des ouvrages : 
  - La collection constitue, vue de l'extérieur, un ensemble homogène : L. Médard a choisi de faire relier ses ouvrages[4] avec néanmoins l'adjonction de la marque de propriété LM par d'illustres relieurs tels que Bauzonnet, Bozerian, Simier père et fils ou Thouvenin.
  - L'apport intellectuel de L. Médard : lecteur averti, il a fait insérer dans ses ouvrages de nombreuses préfaces, habilement mises en pages par ses secrétaires. Ces particularités d'exemplaires constituent une source privilégiée de compréhension des choix de L. Médard.

## La bibliothèque actuelle
Le fonds L.Médard est une des rares bibliothèques de bibliophile à ne pas avoir été dispersée à la mort de son propriétaire : aujourd'hui encore elle conserve son intégrité. Sise dans l'ancien Hôtel de Ville de la commune, elle est présentée dans son mobilier d'origine. À la demande, des visites guidées peuvent être effectuées, des ateliers pédagogiques pour les classes peuvent y être offerts et les ouvrages peuvent être consultés. En ce sens, la volonté de L. Médard d'accès à sa collection est bien respectée.
Afin de renforcer la valeur de cet ensemble patrimonial, la ville de Lunel a fait l'acquisition d'une partie des fers de reliure.